# Samsó i Dalila (Rubens)
Samsó i Dalila és una obra del pintor flamenc Peter Paul Rubens. Es tracta d'un oli sobre fusta que mesura 185 cm d'alt i 205 cm d'ample. Es conserva a la National Gallery de Londres (Regne Unit), que la va comprar el 1980 per cinc milions de dòlars. Data del 1609-1610.
La pintura representa un episodi de l'Antic Testament, la història de Samsó i Dalila (Jutges 16). Samsó, després d'haver-se enamorat de Dalila, li explica el secret de la seva gran força: ha de tenir el cabell llarg, sense tallar. Rubens representa el moment quan, havent-se adormit a la falda de Dalila, un serf li està tallant el cabell de Samsó. Després, els soldats filisteus arresten un debilitat Samsó. Els soldats se'ls pot veure a la part del fons, a la dreta de la pintura.